# Стрибки з планети
«Стрибки з планети» (англ. Jumping Off the Planet) — науково-фантастичний роман американського письменника Дейвіда Джерролда, перший у серії «Дінгіліада».

## Сюжет
|                                         | —Морські равлики, — сказав він. — Їх спіраль завжди звивається в одному напрямку. За годинниковою стрілкою. Як ви думаєте, як вони [про це] знають? Я знизав плечима. -А кого це хвилює? -Я не знаю. Просто... чому такі дурні, як морські равлики, завжди знають, куди йти, а ми, люди, які такі неспанні, чи не так? |
| — David Gerrold. Jumping Off the Planet | |

Чарльз Дінгілліан – 13-річний хлопець, який проживає зі своєю розлученою матір’ю та двома братами в Бункер-Сіті, підземному місті біженців, побудованому поблизу Ель-Пасо. Світові ресурси вичерпуються, і робляться спроби євгеністично скоротити населення, перешкоджаючи народженням дівчаток і пропонуючи стимули гетеросексуальним чоловікам, які погоджуються штучно стати гомосексуалами. Нові хвороби спричиняють жертви на всіх континентах, а привид голоду витає серед народів. Єдиною надією на майбутнє людства є космічні колонії та міжзоряні подорожі, яким сприяють спорудженню величезного космічного ліфта «Лінія», який отримав прізвисько «бобове стебло». Лінія складається з трьох гігантських і дуже довгих кабелів, прикріплених до землі до конструкції під назвою «Термінус». Уздовж кабелів, за годину їзди від Землі, розташована проміжна станція «Одна година». Піднявшись вгору по споруді, на геостаціонарній орбіті зустрічаємо станцію «Геостаціонарна», точку старту міжзоряних кораблів. В кінці підйомника закріплений астероїд «Ферпойнт», який використовується як баласт. Вся Лінія населена, самодостатня від Землі завдяки електростанціям та фермам, побудованим вздовж кабелів і щільно заселена.
Мама хлопчиків, Маргарет, з сердитим характером сильно контрастує зі своїм колишнім чоловіком і всіма силами намагається стати між ним й дітьми. Зі свого боку, Макс, батько Чарльза, майже дорослого Дугласа і наймолодшого Боббі, не погоджується на виключення з життя своїх дітей і під час відпустки, без відома своєї колишньої дружини, спускається на Лінію з трьома хлопчиками, сподіваючись переконати їх під час подорожі емігрувати з ним до космічних колоній. Насправді умови життя в космосі, нехай і суворі, але кращі, ніж на Землі, яка близька до колапсу. Маргарет, реалізуючи план Макса, вдається до закону, щоб запобігти його втечі, а чоловік розігрує всі карти, щоб зберегти опіку над дітьми, відправляючись з Землі на станцію «Геостаціонарна», де екстрадиція нелегка.
Втечі сприяє той факт, що тим часом місцевість, де знаходиться «Термінус», охоплює неймовірний шторм і що з’єднання вздовж кабелів були перервані. Серед іншого, Управління, яке керує лінією, планує перерізати кабелі та залишити переповнену Землю напризволяще, звільнивши автономний ліфт у космосі. Під час втечі троє хлопців виявляють, що високі витрати на поїздку були покриті доходами Макса як нелегального кур'єра вище вказаної організації, юнаки більше не бажають терпіти підступи свого батька та конфлікти обох родичів, які безперервно сваряться між собою на шкоду своїм дітям, тому вони вирішують юридично анулювати батьківські повноваження. За допомогою Міккі, який закохався у старшого з трьох хлопчиків Дінджилліана, його матері Олівії, юриста на Геостаціонарної станції та судді Гріффіта, трьом хлопцям вдається здобути незалежність від батьків, позбувшись їх негативного впливу та егоїзму, емігруючи в космічні колонії.

## Головні герої
- Чарльз Дінджилліан — головний герой роману, якого родина прозвала «павуком», тринадцятирічний меломан, з поведінковими проблемами, що виникли внаслідок ворожих дій у сімейних стосунках.
- Дугалас Дінджилліан — майже вісімнадцятирічний Чарльз отримав прізвисько «Дивний», з надзвичайним інтелектом, він хотів би отримати стипендію в обмін на вимушену зміну своїх сексуальних уподобань, що входить в моду на Землі для обмеження перенаселення. Він втрачає цю можливість, коли спонсор університету констатує його гомосексуальність, а отже, й непотрібність лікування.
- Роберт «Боббі» Дінджилліан — наймолодший з трьох братів Дінджилліан, якого зі зрозумілих причин прозвали «Пісціоне». Розпещений і скаржливий, але глибоко прив'язаний до своїх братів.
- Макс Дінджилліан — відомий музикант, батько трьох братів Дінджилліан, забирає своїх дітей з-під опіки матері, з якою він розлучений, сподіваючись переконати їх піти з ним у космос, вочевидь, хвилюючись за їх майбутнє на Землі, але перш за все переживаючи про те, що не зможу побачити їх знову.
- Маргарет «Меггі» Камбелл — мати трьох хлопчиків ненавидить свого колишнього чоловіка, з яким постійно свариться. Зла героїня, поштовхом до розлучення стала зрада жінки з подругою.
- Джорджия Гріффіт — суддя «Геостаціонарного», чиє рішуче втручання дозволяє трьом хлопчикам Дінджилліан покинути країну і звільнитися від негативного впливу батька та матері.
- Мікі Партридж — у двадцять один рік він працює бортпровідником на маршрутках, які курсують уздовж тросів лінії. У нього стосунки з Дугласом, в якого вона закохується і з яким вирішує виїхати в космічні колонії.
- Олівія — адвокат і агент, який спеціалізується на експатріації працівників космічних колоній. Вона мати Міккі і подруга судді Гріффіта.
- Болівар Ідальго — клерк, найнятий невідомими для пошуку даних, перевезених контрабандним шляхом Максом.